# کوستا کلسیکا
کوستا کلسیکا (به انگلیسی: Costa Classica) یک کشتی است که طول آن ۷۲۲ فوت (۲۲۰ متر) می‌باشد. این کشتی در سال ۱۹۹۱ ساخته شد.